# Nattawut Singharaj
Nattawut Singharaj (thailändisch นาถวุฒิ สิงหราช, * 28. März 1984 in Chonburi) ist ein thailändischer Fußballspieler.

## Karriere
Nattawut Singharaj stand bis Ende 2015 beim Suphanburi FC unter Vertrag. Wo er vorher gespielt hat, ist unbekannt. Der Verein aus Suphanburi spielte in der ersten Liga des Landes, der Thai Premier League. Für Suphanburi absolvierte er drei Erstligaspiele. 2016 wechselte er zum Chiangmai FC. Mit dem Verein aus Chiangmai spielte er in der zweiten Liga. 2017 unterschrieb er einen Vertrag bei Grakcu Looktabfa. Mit dem Verein aus der Hauptstadt Bangkok spielte er in der vierten Liga. Hier trat man in der Bangkok Region an. Der Zweitligist Krabi FC nahm ihn Anfang 2018 unter Vertrag. Am Ende der Saison musste er mit dem Verein in die dritte Liga absteigen. Mitte 2019 verpflichtete ihn der Bangkoker Drittligist Kasem Bundit University FC.